# Giáo hoàng Cêlestinô III
Cêlestinô III (Latinh: Celestinus III) là vị giáo hoàng thứ 175 của giáo hội công giáo.
Theo niên giám tòa thánh năm 1806 thì ông đắc cử Giáo hoàng năm 1191 và ở ngôi Giáo hoàng trong 6 năm 9 tháng 10 ngày. Niên giám tòa thánh năm 2003 xác định ông đắc cử Giáo hoàng ngày 30 tháng 3 năm 1191, ngày khai mạc chức vụ mục tử đoàn chiên chúa là ngày 14 tháng 4 và ngày kết thúc triều đại của ông là ngày 8 tháng 1 năm 1198.
Giáo hoàng Celestinus III sinh tại Rôma. Celestinus III vẫn duy trì luật không thể phân ly của hôn nhân.
Ông phê chuẩn dòng Hiệp sĩ Teutonic, có bổn phận bảo vệ khách hành hương đến Đất Thánh.
Celestinus III phong vương cho Henry VI, con trai của Frederick. Henry đã xâm chiếm toàn bộ nước Ý đồng thời tách Apulia và Sicilia ra khỏi Norman. Ông chết bất đắc kỳ tử ở tuổi 32 và vương quốc của ông chuyển vào tay con trai Frederick II. Đức Celestine qua đời ở tuổi 92.